# Верхние Венки
Верхние Венки (фин. Latikan Suokas) — деревня в Пениковском сельском поселении Ломоносовского района Ленинградской области.

## История
На «Топографической карте окрестностей Санкт-Петербурга» Военно-топографического депо Главного штаба 1817 года упомянута деревня Латики, состоящая из 11 крестьянских дворов. Наряду с деревнями Кабацкая, Кукушкина, Кишкелева, Колколы и Малая Сойкина, деревня Латики являлась частью большой деревни Венки.
Деревня Латики обозначена также на карте Санкт-Петербургской губернии Ф. Ф. Шуберта 1834 года.

ЛАТТИКИ — деревня принадлежит государю великому князю Михаилу Павловичу, число жителей по ревизии: 32 м. п., 27 ж. п. (1838 год)

В пояснительном тексте к этнографической карте Санкт-Петербургской губернии П. И. Кёппена 1849 года она записана как деревня Latikan Suokas (Латики) и указано количество её жителей на 1848 год: эвремейсов — 10 м. п., 14 ж. п., всего 24 человека, ижоры — 30 м. п., 34 ж. п., всего 64 человека, русских — 1 человек.
Согласно карте профессора С. С. Куторги 1852 года деревня называлась Венки.

ЛАТИКИ — деревня Ораниенбаумского дворцового правления, по просёлочной дороге, число дворов — 11, число душ — 34 м. п. (1856 год)

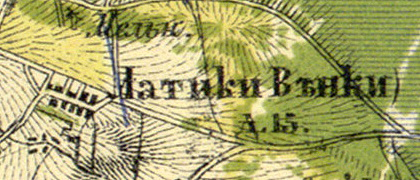
Деревня Верхние Венки на карте 1860 год

Согласно «Топографической карте частей Санкт-Петербургской и Выборгской губерний» в 1860 году деревня называлась Латики Венки и состояла из 15 крестьянских дворов. В деревне была мельница.

ЛАТИКИ (ВЕНКИ) — деревня Ораниенбаумского дворцового ведомства при колодцах, число дворов — 14, число жителей: 31 м. п., 35 ж. п. (1862 год)

В 1885 году деревня называлась Венки и насчитывала 15 дворов. При деревне находился «Дом мельников».
Сборник Центрального статистического комитета описывал её так:

ВЕНКИ (ЛАТИКА, ЛАТИНКА) — деревня бывшая удельная, дворов — 14, жителей — 71; Лавка. (1885 год)

В конце XIX веке деревня административно относилась к Ораниенбаумской волости 2-го стана Петергофского уезда Санкт-Петербургской губернии, в начале XX века — 3-го стана. По приходским данным население деревни было исключительно финским.
По данным «Памятной книжки Санкт-Петербургской губернии» за 1905 год деревня называлась Латики (Венки).
В 1913 году деревня называлась Латики Венки, количество дворов в ней увеличилось до 23.
С 1917 по 1923 год деревня Венки входила в состав Венковского сельсовета Ораниенбаумской волости Петергофского уезда.
С 1923 года в составе Троцкого уезда.
Согласно данным переписи населения СССР 1926 года в деревне Венки проживали 82 человека — все русские. В деревне Венки Нижние проживали 30 человек — большинство русские, а также финны.
С 1927 года в составе Ораниенбаумского района.
В 1928 году население деревни Венки составляло 112 человек.
По данным 1933 года деревня называлась Венки Верхние и являлась административным центром Венковского финского национального сельсовета Ораниенбаумского района в который входили 12 населённых пунктов: деревни Болотино, Венки Верхние, Венки Новые, Кабацкое, Колколово, Коновалово Большое, Коновалово Малое, Кузнецы Большие, Кукушкино, Ленгерево, Сойкино, Ускуля, общей численностью населения 1207 человек.

План деревни Верхние Венки. 1939 год

Согласно топографической карте 1939 года деревня называлась Венки и насчитывала 29 дворов. В деревне располагался сельсовет.
С 1954 года в составе Броннинского сельсовета.
С 1963 года в составе Гатчинского района.
С 1965 года вновь в составе Ломоносовского района. В 1965 году население деревни Венки составляло 101 человек.
По данным 1966, 1973 и 1990 годов деревня называлась Верхние Венки и также входила в состав Бронинского сельсовета.
В 1997 году в деревне Верхние Венки Бронинской волости проживали 8 человек, в 2002 году — 4 человека (все русские).
В 2007 году в деревне Верхние Венки Пениковского СП — 7 человек.

## География
Деревня расположена в северной части района на автодороге 41К-245 (Сойкино — Малая Ижора), к востоку от административного центра поселения деревни Пеники.
Расстояние до административного центра поселения — 8 км.
Расстояние до ближайшей железнодорожной станции Ораниенбаум I — 3,5 км.

## Демография
| 1862 | 2002 | 2007 | 2010 | 2017 |
| ---- | ---- | ---- | ---- | ---- |
| 66   | ↘4   | ↗7   | →7   | ↗18  |

## Улицы
Кольцевая, Летняя, Листопадная, Мельничная, Омский переулок, Рождественская, Фруктовая, Центральная.